# Мартьяново (Вологодский район)
Мартьяново — деревня в Вологодском районе Вологодской области.
Входит в состав Кубенского сельского поселения, с точки зрения административно-территориального деления — в Кубенский сельсовет.
Расстояние по автодороге до районного центра Вологды — 43 км, до центра муниципального образования Кубенского — 13 км. Ближайшие населённые пункты — Бузаково, Патрино, Селезнево.
По данным переписи в 2002 году постоянного населения не было.